# 华文天下
华文天下是中国大陆阅文集团图书发行公司天津华文天下图书有限公司所属品牌，主要致力于青春文学、漫画及其相关产业。下有懒漫社（二次元部门）、橘文社（小说部门）、懒漫造物局（潮玩部门）等子品牌。
著名绘本作家幾米作品亦与华文天下签约。

## 出版品

### 漫画

#### 原创
- 狐妖小红娘（作者：小新）
- 小蘑菇（原作：一十四洲、编：金一二、漫画：尉池金泽、猫猫头）
- 日月同错（作者：第年秒）
- 硬核一中（编剧：卷角、漫画：BunnyJobs）

#### 引进
- 地。―关于地球的运动―（作者：鱼丰）
- 地缚少年花子君系列（作者：间色）
- 平屋小品（作者：真造圭伍）
- 火凤燎原珍藏版（作者：陈某）
- Levius -机关拳斗-（作者：中村春弥）
- 正相反的你与我（作者：阿贺泽红茶）
- 描绘直至生命尽头（作者：丰田实）
- 在超市后门邂逅的两个人（作者：地主）
- 即使不会魔法（作者：Kii Kanna）
- 海边的暖炉 大白小蟹短篇集（作者：大白小蟹）
- 香蕉鱼（作者：吉田秋生）
- 幻影敢死队（暂译）（作者：ネオショコ）出版预定
- 瓦尼塔斯的手记（作者：望月淳）出版预定
- 幼稚园WARS（暂译）（作者：千叶侑生）出版预定
- 我在火葬场工作的日常（暂译）（原案：下駄華緒、漫画：蓮古田二郎）出版预定
- ZERO（暂译）（作者：松本大洋）出版预定[5]
- 雾色将散天澄澈（作者：旧都凪）出版预定[6]
- 融化教室（作者：伊藤润二）出版预定[7]
- 恋爱吧 冒牌天使（作者：卯月ココ）出版预定[8]
- 樱兰高校男公关部（作者：叶鸟螺子）出版预定[9]
- 独自生活不容易（暂译）（作者：津野みぞ子）出版预定[10]
- 轮回七次的反派大小姐，在前敌国享受随心所欲的新婚生活（暂译）（原作：雨川透子、人物原案：八美✩汪、漫画：木乃桧）出版预定[11]
- 猫猫按摩店（作者：久川はる）出版预定[12]
- 内情男女的秘密生活（暂译）（作者：むしろ）出版预定[13]
- 喜欢暴食的望月小姐（暂译）（日语：ドカ食いダイスキ! もちづきさん）（暂译）（作者：まるよのかもめ）出版预定[14]
- 逃不出章鱼酱的手掌心（暂译）（作者：眼亀）出版预定[15]
- 梦想的小镇（暂译）（作者：夜の羊雲）出版预定[16]

### 小说
- 熔城（作者：巫哲）
- 你是我的荣耀（作者：顾漫）
- 杉杉来吃（作者：顾漫）
- 骄阳似我（作者：顾漫）

- 何以笙箫默（作者：顾漫）
- 葬送的芙莉莲 ～前奏～（作者：八目迷，原作：山田钟人（日语：山田鐘人），作画：阿部司）出版预定[17]
- 邻桌艾莉同学（作者：灿灿SUN）出版预定[18]
- 败北女主太多了！（作者：雨森火焚（日语：雨森たきび））出版预定[19]
- 含羞草的告白（作者：八目迷）出版预定[20]
- 弹珠汽水瓶里的千岁同学（暂译）（作者：裕梦）出版预定[21]

### 画集
- 地缚少年花子君画集（作者：间色）

### 其他
- 幾米作品集
- 我推的孩子2025年漫画年历[22]
- 迷途之子官方指南设定集FOOTPRINTS[19]

## 引用来源
1. ↑  . 2024-10-11. （原始内容存档于2024-10-11）.
2. ↑  . 2024-10-11. （原始内容存档于2024-10-11）.
3. ↑  . 2024-10-11. （原始内容存档于2024-10-11）.
4. ↑  . 2024-10-11. （原始内容存档于2024-10-11）.
5. ↑  . 2024-11-03. （原始内容存档于2024-11-03）.
6. ↑  . 2025-03-13. （原始内容存档于2025-03-13）.
7. ↑  . 2025-03-13. （原始内容存档于2025-03-13）.
8. ↑  . 2025-03-13. （原始内容存档于2025-03-13）.
9. ↑  . 2025-03-30. （原始内容存档于2025-03-30）.
10. ↑  . 2025-06-19. （原始内容存档于2025-06-19）.
11. ↑  . 2025-06-21. （原始内容存档于2025-06-21）.
12. ↑  . 2025-06-28. （原始内容存档于2025-06-28）.
13. ↑  . 2025-06-30. （原始内容存档于2025-06-30）.
14. ↑  . 2025-07-02. （原始内容存档于2025-07-02）.
15. ↑  . 2025-07-30. （原始内容存档于2025-07-30）.
16. ↑  . 2025-08-04. （原始内容存档于2025-08-04）.
17. ↑  . 2024-10-27. （原始内容存档于2024-10-27）.
18. ↑  . 2025-03-31. （原始内容存档于2025-03-31）.
19. 1 2  . 2024-11-03. （原始内容存档于2024-11-03）.
20. ↑  . 2024-10-27. （原始内容存档于2024-10-27）.
21. ↑  . 2025-08-05. （原始内容存档于2025-08-05）.
22. ↑  . 2024-10-11. （原始内容存档于2024-10-11）.

## 链接
- 华文天下官方微博 （页面存档备份，存于）
- 懒漫社官方微博
- 橘文社官方微博
- 懒漫造物局官方微博